# جيري غوستافسون
جيري غوستافسون (بالإنجليزية: Jerry Gustafson)‏ هو لاعب كرة قدم أمريكية ولاعب كرة قدم كندية أمريكي، ولد في 1934.

## وصلات خارجية
- جيري غوستافسون على موقع JustSportsStats.com (الإنجليزية)